# Srijem
 Ovo je glavno značenje pojma Srijem. Za naselje u općini Sokolovac, Hrvatska pogledajte Srijem (Sokolovac).
Srijem (latinski: Syrmia, Sirmium, mađarski: Szerémség, Szerém, Szerémország, njemački: Syrmien, slovački: Sriem, srpski: Срем, Srem, rumunjski: Sirmia, rusinski: Срим) zemljopisna je i povijesna regija koja je upravno podijeljena između Hrvatske i Srbije. Hrvatski dio Srijema je sastavni dio Vukovarsko-srijemske županije, dok je srbijanski dio sastavni dio autonomne pokrajine Vojvodine.
Veći dio regije je ravan, s izuzetkom Fruške gore koja se svojim sjevernim dijelom proteže uz Dunav.

## Etimologija
Srijem je dobio ime po antičkom rimskom gradu Sirmiju (današnja Srijemska Mitrovica).

## Zemljopis
Srijem je smješten između rijeka Save i Dunava, istočno od Slavonije od Vukovara, pa sve do Zemuna, gdje Sava utječe u Dunav. Kao zapadnu granicu mnogi pogrešno uzimaju Bosut, koji se simbolično javlja na srijemskom povijesnom grbu, ili čak rijeku Vuku (te time još istočnije pomiču granicu između Slavonije i Srijema). Zemljopisno i povijesno, s izuzetkom nekoliko rubnih naselja, zapadna granica Srijema se proteže granicom Vukovarsko-srijemske županije. Graniči s Bačkom na sjeveru, Banatom na istoku, Mačvom na jugu te BiH (Semberija) na jugozapadu i Slavonijom na zapadu. Zapadni dio Srijema nalazi se u Hrvatskoj, istočni u Srbiji, tj. Vojvodini. Hrvatski dio Srijema čini veći dio Vukovarsko-srijemske županije sa sjedištem u Vukovaru. Najveći dio Srijema je u autonomnoj pokrajini Vojvodini i upravno pripada Srijemskom okrugu. Manji, najistočni dio upravno pripada Gradu Beogradu (gradske općine Surčin, Zemun i Novi Beograd).
Površina Srijema iznosi 6866 km2, od toga je 2445 km2 u Hrvatskoj, a 3942 km2 u Srbiji. Neki od gradova na Srijemu su: Vukovar, Vinkovci, Županja, Ilok, Otok, Šid, Srijemska Mitrovica, Inđija, Ruma, Irig, Zemun, Novi Beograd, Srijemski Karlovci, Beočin, Stari i Novi Slankamen, Stara i Nova Pazova te dijelovi Novoga Sada (Petrovaradin i Srijemska Kamenica).

## Stanovništvo
Srijem danas ima oko milijun stanovnika. Većinu stanovništva u ovoj cijelokupnoj regiji čine Srbi, ponajviše zbog širenja srbskih gradova Beograda i Novog Sada i njihovih aglomeracija na Srijem, odnosno njihovim gutanjem srijemskih gradova koji su postali dijelom ili kao predgrađa tih gradova neki od primjera unutar Beograda su (Novi Beograd, Zemun i Surčin te u Novom Sadu Petrovaradin i Srijemska Kamenica.
Prema popisu iz 2002. godine, u srbijanskom dijelu Srijema je živjelo 790.697 stanovnika, od čega su 668.745 ili 84,85 % Srbi. 
Prema popisu iz 2001. godine, u hrvatskom dijelu Srijema je živjelo 204.768 stanovnika sljedećeg nacionalnog sastava:
- 160.277 Hrvati (78,27 %)
- 31.644 Srbi (15,45 %)
- 2047 Mađari (1 %)
- 1796 Rusini (0,88 %)
- 1338 Slovaci (0,65 %)
- 1138 Bošnjaci (0,56 %)
- 3152 ostali (1,54 %)
- 2553 neizjašnjeni (1,25 %)
- 823 nepoznatih (0,4 %)

Od većih gradova u Srijemu se nalaze ovi gradovi:
| U užoj Srbiji: - Novi Beograd – 217.180 stanovnika - Zemun – 146.172 stanovnika - Surčin – 14.209 stanovnika - Dobanovci – 8114 stanovnika | - U Vojvodini: - Srijemska Mitrovica – 39.041 stanovnika - Ruma – 32.125 stanovnika - Inđija – 26.244 stanovnika - Stara Pazova – 18.628 stanovnika - Šid – 16.301 stanovnika - Petrovaradin (dijelom Novog Sada) – 13.917 stanovnika - Srijemska Kamenica (dijelom Novog Sada) – 11.140 stanovnika - Srijemski Karlovci – 8839 stanovnika | U Hrvatskoj: - Vinkovci – 35.912 stanovnika - Vukovar – 31.670 stanovnika - Županja – 16.383 stanovnika - Ilok – 8351 stanovnika - Otok – 7755 stanovnika |

## Povijest

### Prapovijest
Između 30. i 24. stoljeća pr. Kr. Srijem je bio centar indoeuropske Vučedolske kulture.

### Rimsko Carstvo
Sirmij su pokorili Rimljani u 1. stoljeću pr. Kr. Tada je pretvoren u ekonomski i politički centar Panonije. U 6. godini počinje Batonski rat gdje su se Iliri iz rimskih pokrajina Dalmacija i Panonija usprotivili Rimskoj vlasti. Među drugim značajnim gradovima na Srijemu bili su Cuccium (danas Ilok), Cornacum (danas Sotin) i Taurunum (današnji Zemun).

### Srednji vijek
U 6. stoljeću, Srijem je bio dio Bizantskog Carstva. U to su vrijeme bizantsku vlast doveli u pitanje Ostrogoti i Gepidi. Godine 567. bizantska je vlast u potpunosti obnovljena, iako je 582. propala kada su Avari i Slaveni osvojili Sirmij. Srijem je ostao pod avarskom vlašću do oko 800. kada je pao pod vlast Franaka. Godine 827. Protobugari napadaju Srijem koji su je nastavili vladati sve do 845. Područje je kasnije priključenu u Panonsku Hrvatsku, ali je tijekom 10. stoljeća postalo bojno polje između Mađara, Bugara i Srba.
Početkom 11. stoljeća vladar Srijema bio je vojvoda Sermon, vazal bugarskog cara Samuila. Bugari su pružali otpor novouspostavljenoj bizantskoj vlasti. Bugari su poraženi i Sermona, koji se odbio predati, je zarobio i ubio Konstantin Diogen. Uspostavljeno je novo, ali konačno kratkotrajno upravno područje nazvano Tema Sirmij. Obuhvaćalo je područje Srijema i današnju Mačvu. Godine 1071. Mađari su zauzeli područje Srijema, ali je Bizantsko Carstvo ponovno osvojilo pokrajinu nakon pobjede nad Mađarima u bitci kod Srijema 1167. Bizantska vladavina završila je 1180., kada su Srijem ponovno zauzeli Mađari.

### Rani novi vijek
Godine 1521. dijelovi Srijema padaju pod Osmanlijsku vlast sve do 1538. kada cijela regija pada pod osmanlijsku vlast. Između 1527. i 1530. Srijemom je vladao Radoslav Čelnik koji je nad Srijemom vladao kao osmanski vazal. Područje vlasti nad Srijemom u Osmanlijskom Carstvu se znalo kao  Srijemski sandžak. 
Mirom u Srijemskim Karlovcima 1699. Habsburška Monarhija je dobila Srijem. Sve do Požarevačkog mira pri kraju Habsburško-turskog rata 1716. – 1718., ostatak Srijema je bio dio Vojne krajine. Tijekom istoga vremena na područje Srijema se doseljavaju Srbi.
Pri kraju Rusko-turskog rata 1735. – 1739. na Srijem se doseljavaju Albanci plemena Kelmendi, za koje je zabilježeno da su još govorili albanski do 1921.
Godine 1745. je uspostavljena Srijemska županija kao dio Kraljevine Slavonije.

### 19. stoljeće
Godine 1807. u Rumi, Voganju i Iloku se zbila Ticanova buna, srijemski seljački ustanak.
Godine 1848. je veći dio Srijema postao dio kratkotrajne Srpske Vojvodine, srpske autonomne oblasti unutar Austrijskog Carstva. Deklaracijom cara Franje Josipa je godinu dana kasnije stvoreno Vojvodstvo Srbije i Tamiškog Banata, koje je obuhvaćalo sjeverni Srijem, uključujući Ilok i Rumu.
Godine 1860. je ponovo uspostavljena Srijemska županija koja je odmah i pripojena Kraljevini Slavoniji. Te 1868. Kraljevina Slavonija ulazi u sastav Kraljevine Hrvatske i Slavonije unutar Kraljevine Ugarske.

### 20. stoljeće
Dana 29. listopada 1918. Srijem je postao dio novoproglašene Države Slovenaca, Hrvata i Srba. Dana 24. studenoga 1918. je novouspostavljena Srijemska skupština proglasila ujedinjenje dijelova Srijema naseljenih Srbima Kraljevini Srbiji. No, od 1. prosinca 1918. je cijeli Srijem ušao u sastav Kraljevine Srba, Hrvata i Slovenaca.
Od 1918. do 1922. Srijem je ostao dio Kraljevine Srba, Hrvata i Slovenaca. I od 1922. do 1929. Srijem je bio oblast. Sve do 1929. kada je uspostavljena nova teritorijalna podijela unutar Kraljevine Jugoslavije, Srijem je tada podijeljen između Dunavske banovine i Drinske banovine.
Godine 1939. je zapadni Srijem pripojen u novouspostavljenu Banovinu Hrvatsku.
Godine 1941. Srijem su okupirale Sile Osovine u Drugom svjetskom ratu, a cijeli njegov teritorij je pripao marionetskoj državi Nezavisnoj Državi Hrvatskoj. Ustaški režim je sustavno ubijao Srbe u sklopu genocida nad Srbima, Židove (Holokaust), Rome (Porajmos) i razne političke disidente. U kolovozu 1942., nakon zajedničke vojne protupartizanske akcije Ustaša i njemačkog Wehrmachta u Srijemu, desio se pokolj u kojem je ubijeno do 7000 Srba. Među ubijenima je i istaknuti slikar Sava Šumanović, koji je uhićen sa 150 mještana Šida.
Zavšetkom rata 1945. te stvaranjem novih granica, istočni Srijem ulazi u sastav SR Srbije, a zapadni Srijem u sastav SR Hrvatske.
Proglašenjem nezavisnosti Republike Hrvatske 1991. od SFR Jugoslavije, i početkom Domovinskog rata lokalni Srbi u dijelu zapadnog Srijema proglašuju autonomnu pokrajinu SAO Slavonija, Baranja i Zapadni Srem. Unutar te autonomne pokrajine zbilo se etničko čišćenje (pokolj u Lovasu, pokolj u Tovarniku, pokolj u Vukovaru itd.).

## Gospodarstvo
Srijem je poljoprivredni kraj s jakom proizvodnjom žitarica i industrijskog bilja; na pristrancima Fruške gore razvijeno je vinogradarstvo (poznata Iločka vina). Važno je i stočarstvo. Rudno blago sastoji se od ugljena (Vrdnik) i cementnog lapora (Beočin). U okolici Vukovara i Vinkovaca nalaze se ležišta nafte i zemnog plina. Sve veću gospodarsku ulogu ima industrija koja je u Vukovarsko-srijemskoj županiji krajem rata ostala opustošena a u istočnom dijelu Srijema stradala od sankcija Srbiji i Crnoj Gori 90-ih godina. U suveremenom vremenu se gospodarstvo cijelokupnog Srijema oporavlja.

Južnim dijelom Srijema prolazi željeznička pruga dvostrukog kolosijeka i moderna autocesta Zagreb - Beograd (Hrvatska je završila zadnju dionicu od Županje do graničnog prijelaza Lipovac početkom ljeta 2006.), a istočnim dijelom željeznička pruga i cesta Beograd - Novi Sad. Još jedna od važnih prometnica je i dio Podravske magistrale koja vodi od Osijeka, preko Vukovara uz Dunav pa sve do Iloka i dalje do Novog Sada. Znatan je robni promet Savom i Dunavom. Glavna riječna luka Hrvatske je u Vukovaru (za robni i putnički promet).Te se je također ponovno razvio turizam, krstarenje putničkim brodovima na Dunavu, nakon što su uklonjeni ostatci srušenih mostova u Novom Sadu srušenih u NATO-vom bombardiranju 1999. Međunarodnom zračnom prometu služe zračna luka Osijek (Osijek) i zračna luka Nikola Tesla (Beograd).

## Unutarnje poveznice
- Srijemska biskupija
- Srijemska županija

## Vanjske poveznice
- Divan je kićeni Srijem  Arhivirana inačica izvorne stranice od 16. ožujka 2008. (Wayback Machine) Glas Koncila o etničkom čišćenju Srijema od Hrvata
- Teror glasan,država nema Helsinški odbor za ljudska prava u Srbiji o etničkom čišćenju u Vojvodini
- Obilježena deseta obljetnica iseljavanja brojnih Hrvata iz Srijema  Arhivirana inačica izvorne stranice od 27. rujna 2007. (Wayback Machine)
- Inzistirajmo na zajedništvu  Arhivirana inačica izvorne stranice od 27. rujna 2007. (Wayback Machine) O etničkom čišćenju Srijema od Hrvata
- Glavom u pijesak  Arhivirana inačica izvorne stranice od 29. rujna 2020. (Wayback Machine) (engl.) O etničkom čišćenju Srijema od Hrvata
- Srijem, krvavo krilo Hrvatske  Arhivirana inačica izvorne stranice od 15. srpnja 2007. (Wayback Machine) Članak u "Glasu Koncila"
- Moramo hrabro ići naprijed  Arhivirana inačica izvorne stranice od 27. rujna 2007. (Wayback Machine) Intervju za "Hrvatsku riječ"
- Rusini u Srijemu i Bačkoj